# Luigi Frusci
Luigi Frusci, italijanski general, * 1879, † 1949.